# Abyssoanthus nankaiensis
Abyssoanthus nankaiensis is een Zoanthariasoort uit de familie van de Abyssoanthidae. De wetenschappelijke naam van de soort is voor het eerst geldig gepubliceerd in 2007 door Reimer & Fujiwara in Reimer, Sinniger, Fujiwara, Hirano & Maruyama.